# Pálfi Miklós
Pálfi Miklós (Tordaszentmihály, 1895. szeptember 5. – Tordaszentmihály, 1981. november 3.) erdélyi magyar író, politikus.

## Életpályája
Falujában végzett elemi iskolát, gazdálkodó földműves. Első írása a budapesti Szabad Szó hetilapban jelent meg (1917); az Aranyosvidék és Aranyosszék munkatársa volt. Múlt és jövendő (Torda, 1933) című röpiratában egy Romániai Magyar Gazdasági, Kulturális, Egészségügyi Szövetség vázlatát dolgozta ki, leszögezve, hogy „... fajunk boldogulása csak a falusi nép naggyá tétele által érhető el”.
Balázs Ferenccel együttműködve részt vett az Aranyosszéki Vidékfejlesztő Szövetkezet megalakításában, s községében példás termelőszövetkezetet hozott létre. Útépítők című társadalmi színművét (1936) és Érik a búzakalász című népszínművét Tordán mutatták be. 1944 után a Világosságban és a Falvak Népében jelentek meg írásai. Mint az MNSZ helyi alelnöke, megalapította a Balázs Ferenc Népfőiskolát és az Ady Endre Ifjúsági Kört.
Munkája: Testvérek vagyunk! (Elbeszélések a falusi nép számára. Torda, 1930).
Írói névváltozata: Pálffy Miklós.